# Ignace Ziadé
Ignace Ziadé (* 26. Januar 1906 in Harharaya, Libanon; † 31. März 1994 in Beirut, Libanon) war Erzbischof der maronitischen Erzeparchie Beirut.

## Leben
Geboren wurde Ignace  Ziadé im Gouvernement Libanonberg, im Ort Harharaya, der sich im Distrikt von Keserwan (Jounieh) befindet.
Die Priesterweihe im maronitischen Ritus empfing Ignace Ziadé im Alter von 23 Jahren, am 26. Mai 1929 in Syrien.
Mit 40 Jahren, am 27. April 1946 erfolgte seine Ernennung zum Bischof der maronitischen Erzeparchie Aleppo, in der gleichnamigen syrischen Stadt Aleppo. Die Bischofsweihe wurde feierlich am 24. November 1946 begangen. Am 13. Dezember 1950 legte Ziadé sein Bischofsamt nieder und wurde zum Titularbischof von Balanea ernannt. Mit 46 Jahren, am 26. Januar 1952 erfolgte die Ernennung und Einsetzung zum Erzbischof von Beirut. Im Alter von 80 Jahren legte Ignace Ziadé am 4. April 1986 sein Amt als Erzbischof nieder.
Als emeritierter Erzbischof verstarb Ignace Ziadé im Alter von 88 Jahren, am 31. März 1994 in Beirut. Insgesamt war Ziadé 65 Jahre lang maronitischer Priester und 47 Jahre lang Bischof gewesen. In diesen Jahrzehnten seines pastoralen Dienstes fungierte Ziadé als Mitkonsekrator bei den Bischofsweihen von Elie Farah, Abdallah Bared, Antoine Torbey, Paul-Emile Saadé und Béchara Raï.